# Nicolea modesta
Nicolea modesta är en ringmaskart som beskrevs av Addison Emery Verrill 1900. Nicolea modesta ingår i släktet Nicolea och familjen Terebellidae. Inga underarter finns listade i Catalogue of Life.